# Mythomantis
Mythomantis – rodzaj modliszek z rodziny modliszkowatych i podrodziny Deroplatyinae.
Takson ten opisany został w 1916 roku przez Ermanno Giglio-Tosa, który jego gatunkiem typowym ustanowił gatunek Mythomantis confusa. Giglio-Tos umieścił go wówczas w podrodzinie Fischeriinae, a w 1927 w Eufischeriellinae. Przez Beiera został on przeniesiony do Angelinae, a w bazie Mantodea Species File figuruje w Deroplatyinae.
Odnóża przednie o zewnętrznych płatkach wierzchołkowych bioder przylegających, a drugim kolcu dyskowatym ud dłuższym niż pierwszy. Skrzydła u samic długie. Przysadki odwłokowe nierozszerzone, zaokrąglone.
Do rodzaju tego należą 3 gatunki:
- Mythomantis confusa Westwood, 1889
- Mythomantis gracilis Werner, 1922
- Mythomantis serrata Schwarz et Helmkampf, 2014.